# Patagi
El patagi és el nom d'una membrana que fan servir diversos tipus d'animals per volar o per planar.
- En els ratpenats, és la pell que forma la superfície de l'ala. És una extensió de la pell de l'abdomen que arriba fins a la punta de cada dit, unint la pota anterior amb el cos.

- El patagi d'un ratpenat es divideix en quatre parts:
  1. Propatagi: la part que va del coll al primer dit
  2. Dactilopatagi: la part entre els dis
  3. Plagiopatagi: la part entre l'últim dit i les potes posteriors
  4. Uropatagi: la part anterior del cos entre les dues potes posteriors

- En espècies planadores, com ara alguns llangardaixos, rosegadors i altres mamífers, el patagi és l'extensió plana i semblant a un paracaigudes de la pell que frega contra l'aire, permetent-los planar.

- En els ocells, és el plec de pell que s'estén des de l'húmer amb l'articulació carpal, formant la vora d'atac de l'ala.

## Lepidòpters
- En alguns lepidòpters, es denomina patagi a un d'un parell de petits òrgans sensorials situats a la base de les ales anteriors.